# Lepidopilum pallido-nitens
Lepidopilum pallido-nitens är en bladmossart som beskrevs av Jean Édouard Gabriel Narcisse Paris 1900. Lepidopilum pallido-nitens ingår i släktet Lepidopilum och familjen Daltoniaceae. Inga underarter finns listade i Catalogue of Life.